# Avenue du Général-Michel-Bizot
Pour les articles homonymes, voir Michel Bizot et Bizot.
L'avenue du Général-Michel-Bizot est une voie située dans les quartiers de Picpus et du Bel-Air du 12e arrondissement de Paris.

## Situation et accès

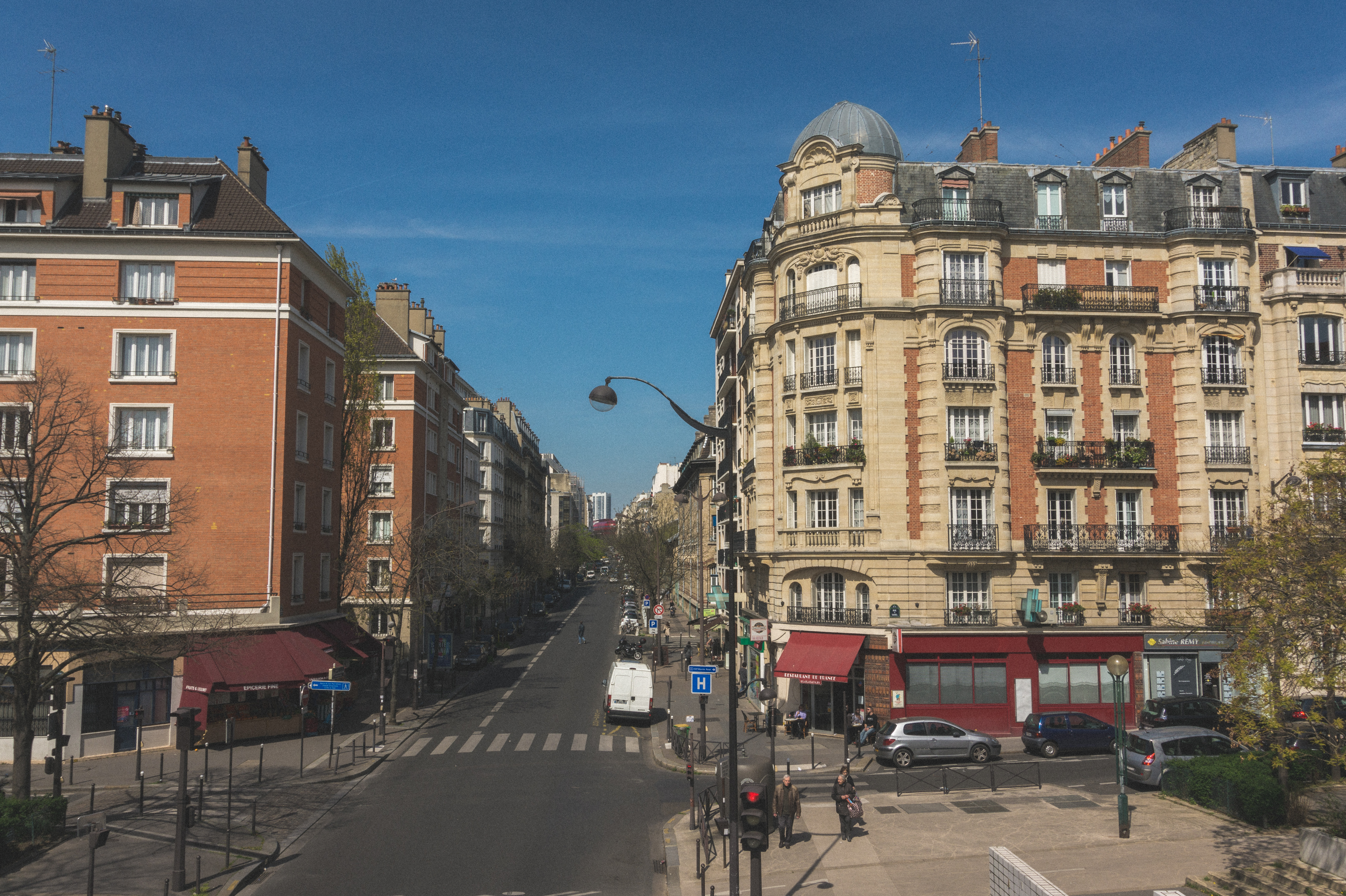
Autre vue de l'avenue (2016).

L'avenue du Général-Michel-Bizot est accessible par les stations de métro Michel Bizot et Porte de Charenton desservie par la ligne 8, cette dernière station étant également desservie par la ligne T3a du tramway.

## Origine du nom
Elle rend hommage au général du génie Michel Bizot (1795-1855) qui fut directeur de l’École polytechnique et participa au siège de Sébastopol où il fut tué.

## Historique
La rue est déjà présente sous le nom de « rue de la Voûte-du-Cours » sur les plans cadastraux de la commune de Saint-Mandé datant des années 1850 avant l'annexion des territoires par la ville de Paris en 1860. Elle est prolongée au-delà de l'avenue de Saint-Mandé (ancienne « avenue du Bel-Air ») par l'ouverture en 1862 d'un tronçon qui la relie au cours de Vincennes. Elle prend alors le nom de « rue Michel-Bizot » en 1862, puis « rue du Général-Michel-Bizot » en 1915, avant de devenir une avenue l'année suivante.
En 1962, la partie comprise entre la rue du Sahel et le cours de Vincennes prend le nom d’« avenue du Docteur-Arnold-Netter ».

## Bâtiments remarquables et lieux de mémoire
- Le cimetière de Bercy.
- Accès à la promenade plantée en sa fin.
- École primaire Michel-Bizot.
- no 29, domicile de la famille Szerman : Joseph et Rywka Szerman y ont été arrêtés lors de la rafle du Vélodrome d'Hiver (juillet 1942), puis déportés et assassinés à Auschwitz ; leur fils Albert Szerman est le seul survivant de la rafle de La Varenne-Saint-Hilaire (juillet 1944).[réf. nécessaire]
- no 42bis : immeuble construit en 1903 (architecte E. Thierrée).

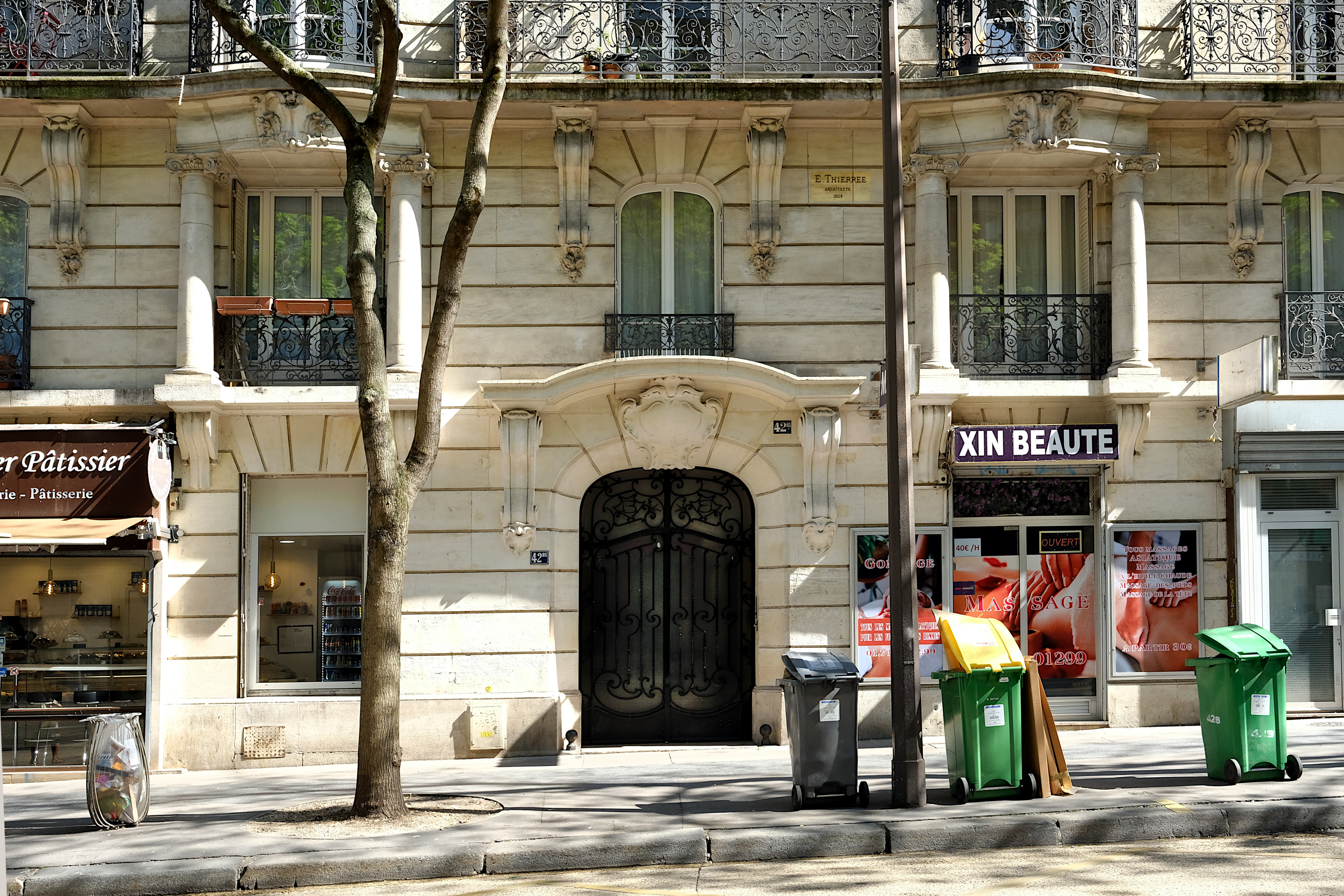
N°42bis.